# Mithun Chowdhury Mithun
Mithun Chowdhury Mithun (ur. 10 lutego 1989 w Narajangondźo) – banglijski piłkarz występujący na pozycji napastnika w Sheikh Russel KC. Reprezentant Bangladeszu od 2009 roku.